# 物産学

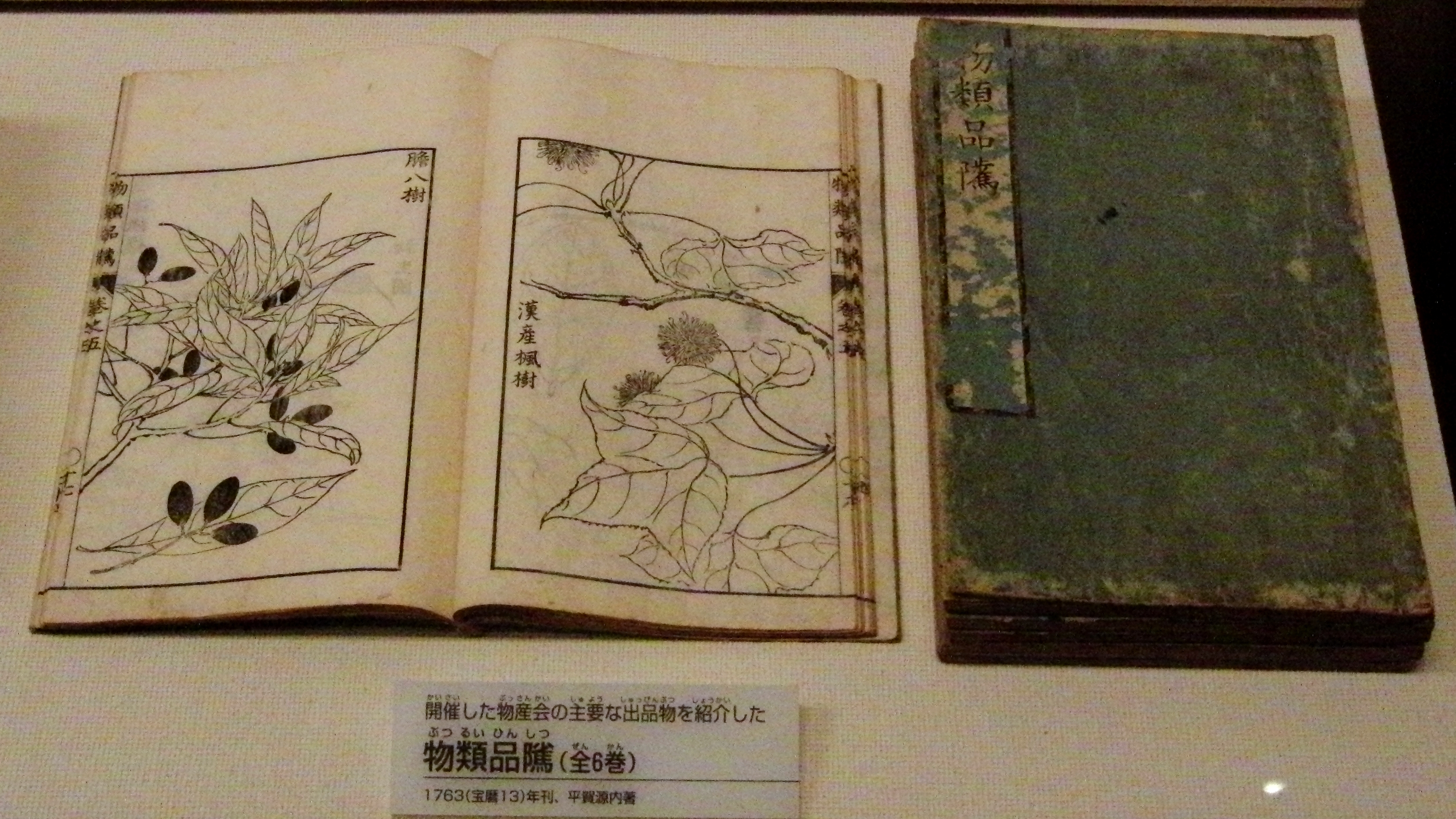
平賀源内『物類品隲』
----源内が開催した物産会の展示品を紹介した書物。

物産学（ぶっさんがく）は、江戸時代後期に本草学から派生した分野で、各地の有用な産物（農作物・動植物・鉱物・人工物）をあつかう学問。博物学に近い。物産、産物之学などともいう。

## 解説
白井光太郎によれば、西洋の「博物学」と重なる東洋の学問として「本草学」「名物学」「物産学」があった。
本草学は、医薬の材料となる産物をあつかう学問である。江戸後期に本草学が発達すると、医薬に限らず有用な産物をあつかうようになり、物産学が形成された。物産学の内容は、本草学の内容に、用途や産地、生産法（飼育栽培法）などの知識を合わせたものだった。物産学は本草学だけでなく地誌学や商品学、農学、園芸学（古典園芸植物）などとも重なる。
物産学書の例として、貝原益軒『筑前国続風土記』所収『筑前土産考』をはじめ、平賀源内『物類品隲』、稲生若水と丹羽正伯『庶物類纂』、小野蘭山『本草綱目啓蒙』、曽占春『海内方物紀略』、源伴存（畔田翠山）『和州吉野郡群山記』、木村蒹葭堂『日本山海名産図会』、平瀬徹斎『日本山海名物図会』、大原東野『五畿内産物図会』、ほか各地の「産物志」や採薬記がある。
田村藍水（源内の師）ら江戸の本草学者の学風が物産学的・実学的だったのに対し、稲生若水ら京都（上方）の本草学者は名物学的・文献学的だった、とも言われる。
物産学の興隆は、徳川吉宗の「享保の改革」における殖産興業政策と関わる。吉宗は上記の『庶物類纂』編纂を支援したほか、諸国産物調査、朝鮮人参やサトウキビなど舶来品の国産化、救荒食物のサツマイモの生産、小石川植物園の運営、植村政勝・阿部将翁ら採薬使の活動、なども支援した。当時の商品経済の発達も物産学の背景にあった。
「物産学」「産物之学」といった呼称が現れるのは江戸後期以降である。ただし、物産学にあたる営為は古くからあり、『周礼』や地誌一般における産物の記述や、中国現存最古の植物誌『南方草木状』などがある。
幕末から明治初期には、蕃書調所や大学南校に「物産所」や「物産局」が置かれ、伊藤圭介や田中芳男が所属した。田中芳男門下の河原田盛美が琉球処分に際して著した『沖縄物産志』も、本草学・物産学の影響下に書かれた。文部省博物局は大学南校物産局を前身として、湯島聖堂博覧会などの博覧会・博物館事業を担当した。